# Estoril Open 2011 - Qualificazioni singolare maschile
Le qualificazioni del singolare  maschile dell'Estoril Open 2011 sono state un torneo di tennis preliminare per accedere alla fase finale della manifestazione. I vincitori dell'ultimo turno sono entrati di diritto nel tabellone principale. In caso di ritiro di uno o più giocatori aventi diritto a questi sono subentrati i lucky loser, ossia i giocatori che hanno perso nell'ultimo turno ma che avevano una classifica più alta rispetto agli altri partecipanti che avevano comunque perso nel turno finale.

## Giocatori

### Teste di serie
1. Albert Ramos Viñolas (ultimo turno)
2. Édouard Roger-Vasselin (qualificato)
3. Daniel Muñoz de la Nava (ultimo turno)
4. Flavio Cipolla (qualificato)

1. Marc Gicquel (ultimo turno)
2. Simone Vagnozzi (primo turno)
3. Guillermo Olaso (primo turno)
4. Carlos Salamanca (primo turno)

### Qualificati
1. Pedro Sousa
2. Édouard Roger-Vasselin

1. Frederik Nielsen
2. Flavio Cipolla

## Tabellone qualificazioni

### 1ª sezione
|  | Primo turno         | Primo turno          | Primo turno          | Primo turno | Primo turno |  |  | Secondo turno   | Secondo turno        | Secondo turno        | Secondo turno | Secondo turno |   |   | Ultimo turno | Ultimo turno         | Ultimo turno | Ultimo turno | Ultimo turno |  |
|  |                     |                      |                      |             |             |  |  |                 |                      |                      |               |               |   |   |              |                      |              |              |              |  |
|  | 1                   | Albert Ramos Viñolas | Albert Ramos Viñolas | 6           | 6           |  |  |                 |                      |                      |               |               |   |   |              |                      |              |              |              |  |
|  | WC                  | Gonçalo Falcão       | Gonçalo Falcão       | 4           | 4           |  |  | 1               | Albert Ramos Viñolas | Albert Ramos Viñolas | 7             | 6             |   |   |              |                      |              |              |              |  |
|  | Filippo Leonardi    | Filippo Leonardi     | Filippo Leonardi     | 2           | 2           |  |  |                 | Pablo Martín-Adalia  | Pablo Martín-Adalia  | 64            | 3             |   |   |              |                      |              |              |              |  |
|  | Pablo Martín-Adalia | Pablo Martín-Adalia  | Pablo Martín-Adalia  | 6           | 6           |  |  |                 |                      |                      |               |               |   |   | 1            | Albert Ramos Viñolas | 6            | 5            | 5            |  |
|  | Pedro Sousa         | Pedro Sousa          | Pedro Sousa          | 6           | 6           |  |  |                 |                      |                      | Pedro Sousa   | 4             | 7 | 7 |              |                      |              |              |              |  |
|  | Gonçalo Pereira     | Gonçalo Pereira      | Gonçalo Pereira      | 0           | 4           |  |  | Pedro Sousa     | Pedro Sousa          | 6                    | 2             | 6             |   |   |              |                      |              |              |              |  |
|  |                     | Andrej Kumancov      | 4                    | 6           | 7           |  |  | Andrej Kumancov | Andrej Kumancov      | 3                    | 6             | 3             |   |   |              |                      |              |              |              |  |
|  | 6                   | Simone Vagnozzi      | 6                    | 3           | 5           |  |  |                 |                      |                      |               |               |   |   |              |                      |              |              |              |  |

### 2ª sezione
|  | Primo turno             | Primo turno             | Primo turno             | Primo turno | Primo turno |  |  | Secondo turno | Secondo turno           | Secondo turno           | Secondo turno | Secondo turno |   |   | Ultimo turno | Ultimo turno           | Ultimo turno           | Ultimo turno | Ultimo turno |  |
|  |                         |                         |                         |             |             |  |  |               |                         |                         |               |               |   |   |              |                        |                        |              |              |  |
|  | 2                       | Édouard Roger-Vasselin  | Édouard Roger-Vasselin  | 6           | 6           |  |  |               |                         |                         |               |               |   |   |              |                        |                        |              |              |  |
|  |                         | Iván Navarro            | Iván Navarro            | 3           | 4           |  |  | 2             | Édouard Roger-Vasselin  | Édouard Roger-Vasselin  | 6             | 6             |   |   |              |                        |                        |              |              |  |
|  | Antal van der Duim      | Antal van der Duim      | Antal van der Duim      | 2           | 3           |  |  |               | Peter Polansky          | Peter Polansky          | 4             | 4             |   |   |              |                        |                        |              |              |  |
|  | Peter Polansky          | Peter Polansky          | Peter Polansky          | 6           | 6           |  |  |               |                         |                         |               |               |   |   | 2            | Édouard Roger-Vasselin | Édouard Roger-Vasselin | 6            | 6            |  |
|  | Sergio Gutiérrez-Ferrol | Sergio Gutiérrez-Ferrol | Sergio Gutiérrez-Ferrol | 6           | 6           |  |  |               |                         | 5                       | Marc Gicquel  | Marc Gicquel  | 3 | 4 |              |                        |                        |              |              |  |
|  | Barry King              | Barry King              | Barry King              | 1           | 4           |  |  |               | Sergio Gutiérrez-Ferrol | Sergio Gutiérrez-Ferrol | 1             | 4r            |   |   |              |                        |                        |              |              |  |
|  |                         | Yang Tsung-hua          | 4                       | 6           | 5           |  |  | 5             | Marc Gicquel            | Marc Gicquel            | 6             | 3             |   |   |              |                        |                        |              |              |  |
|  | 5                       | Marc Gicquel            | 6                       | 3           | 7           |  |  |               |                         |                         |               |               |   |   |              |                        |                        |              |              |  |

### 3ª sezione
|  | Primo turno      | Primo turno              | Primo turno              | Primo turno | Primo turno |  |  | Secondo turno    | Secondo turno           | Secondo turno           | Secondo turno    | Secondo turno |   |   | Ultimo turno | Ultimo turno            | Ultimo turno | Ultimo turno | Ultimo turno |  |
|  |                  |                          |                          |             |             |  |  |                  |                         |                         |                  |               |   |   |              |                         |              |              |              |  |
|  | 3                | Daniel Muñoz de la Nava  | Daniel Muñoz de la Nava  | 6           | 6           |  |  |                  |                         |                         |                  |               |   |   |              |                         |              |              |              |  |
|  | WC               | Frederico Ferreira Silva | Frederico Ferreira Silva | 1           | 0           |  |  | 3                | Daniel Muñoz de la Nava | Daniel Muñoz de la Nava | 6                | 6             |   |   |              |                         |              |              |              |  |
|  | Michael Yani     | Michael Yani             | Michael Yani             | 4           |             |  |  |                  | Michael Yani            | Michael Yani            | 0                | 3             |   |   |              |                         |              |              |              |  |
|  | Leonardo Tavares | Leonardo Tavares         | Leonardo Tavares         | 4           | r           |  |  |                  |                         |                         |                  |               |   |   | 3            | Daniel Muñoz de la Nava | 6            | 4            | 2            |  |
|  | WC               | Diogo Rocha              | Diogo Rocha              | 1           | 4           |  |  |                  |                         |                         | Frederik Nielsen | 4             | 6 | 6 |              |                         |              |              |              |  |
|  |                  | Francisco Dias           | Francisco Dias           | 6           | 6           |  |  | Francisco Dias   | Francisco Dias          | Francisco Dias          | 4                | 1             |   |   |              |                         |              |              |              |  |
|  |                  | Frederik Nielsen         | Frederik Nielsen         | 6           | 6           |  |  | Frederik Nielsen | Frederik Nielsen        | Frederik Nielsen        | 6                | 6             |   |   |              |                         |              |              |              |  |
|  | 8                | Carlos Salamanca         | Carlos Salamanca         | 4           | 4           |  |  |                  |                         |                         |                  |               |   |   |              |                         |              |              |              |  |

### 4ª sezione
|  | Primo turno         | Primo turno              | Primo turno              | Primo turno | Primo turno |  |  | Secondo turno            | Secondo turno            | Secondo turno            | Secondo turno       | Secondo turno       |   |   | Ultimo turno | Ultimo turno   | Ultimo turno   | Ultimo turno | Ultimo turno |  |
|  |                     |                          |                          |             |             |  |  |                          |                          |                          |                     |                     |   |   |              |                |                |              |              |  |
|  | 4                   | Flavio Cipolla           | Flavio Cipolla           | 6           | 6           |  |  |                          |                          |                          |                     |                     |   |   |              |                |                |              |              |  |
|  |                     | Tiago Fernandes          | Tiago Fernandes          | 1           | 0           |  |  | 4                        | Flavio Cipolla           | 64                       | 6                   | 6                   |   |   |              |                |                |              |              |  |
|  | WC                  | João Domingues           | João Domingues           | 0           | 2           |  |  |                          | David Marrero            | 7                        | 3                   | 2                   |   |   |              |                |                |              |              |  |
|  |                     | David Marrero            | David Marrero            | 6           | 6           |  |  |                          |                          |                          |                     |                     |   |   | 4            | Flavio Cipolla | Flavio Cipolla | 6            | 6            |  |
|  | Pablo Carreño Busta | Pablo Carreño Busta      | Pablo Carreño Busta      | 6           | 6           |  |  |                          |                          |                          | Pablo Carreño Busta | Pablo Carreño Busta | 0 | 3 |              |                |                |              |              |  |
|  | Daniel Glancy       | Daniel Glancy            | Daniel Glancy            | 0           | 0           |  |  | Pablo Carreño Busta      | Pablo Carreño Busta      | Pablo Carreño Busta      | 7                   | 6                   |   |   |              |                |                |              |              |  |
|  |                     | Adrián Menéndez Maceiras | Adrián Menéndez Maceiras | 6           | 6           |  |  | Adrián Menéndez Maceiras | Adrián Menéndez Maceiras | Adrián Menéndez Maceiras | 6                   | 1                   |   |   |              |                |                |              |              |  |
|  | 7                   | Guillermo Olaso          | Guillermo Olaso          | 1           | 2           |  |  |                          |                          |                          |                     |                     |   |   |              |                |                |              |              |  |